# Mehdi Aidet
Mehdi Aidet (arab. ‏مهدي عيدت‎; ur. 3 listopada 1953) – algierski lekkoatleta, olimpijczyk.

## Kariera
Dwukrotny uczestnik igrzysk olimpijskich (IO 1980, IO 1984). Podczas igrzysk w Moskwie wystąpił w biegach na 800 m i 1500 m, dochodząc w obu konkurencjach do fazy półfinałowej. Na dystansie 800 m osiągnął ostatnie 8. miejsce w swoim biegu półfinałowym (1:48,11), co było 17. rezultatem półfinałów. W półfinale na 1500 m zajął ostatnie 9. miejsce (3:44,85) – w tej fazie zawodów uzyskał lepszy wynik wyłącznie od Mirosława Żerkowskiego. W drugiej z wymienionych konkurencji uczestniczył także podczas igrzysk w Los Angeles, odpadając jednak w eliminacjach. Jego wynik (3:53,92) był 40. rezultatem eliminacji wśród 59 startujących lekkoatletów. Aidet zgłoszony był również do startu na pierwszych mistrzostwach świata w lekkoatletyce w biegu na 1500 m (1983), jednak nie pojawił się na starcie biegu eliminacyjnego. Uczestnik mistrzostw świata w biegach przełajowych (m.in. 80. miejsce w 1980 roku).
Aidet jest trzykrotnym brązowym medalistą mistrzostw Afryki. W 1979 roku zajął 3. miejsce w biegu na 800 m (1:49,8) i na 1500 m (3:40,5), a w roku 1984 zdobył brąz wyłącznie na dystansie 1500 m (3:40,85). Na mistrzostwach Maghrebu zdobył złoty medal w 1981 roku, zwyciężając w biegu na 1500 m (3:40,9).
Indywidualnie osiągnął przynajmniej osiem tytułów mistrza kraju. Zdobył złote medale w biegu na 800 m (1977, 1980, 1983) i w biegu na 1500 m (1977, 1980, 1981, 1982, 1984).
Rekordy życiowe: bieg na 800 m – 1:48,11 (1980), bieg na 1000 m – 2:19,4 (1982), bieg na 1500 m – 3:36,69 (1981), bieg na 1 milę – 3:57,39 (1982), bieg na 3000 m – 7:53,99 (1980). Był dwukrotnym rekordzistą Algierii w biegach na 1000 m i na 1 milę.